# マヌエル・デ・イリオンド
マヌエル・イグナシオ・デ・イリオンド（Manuel Ignacio de Iriondo 、1993年5月6日 - ）は、アルゼンチン・サンタフェ出身のプロサッカー選手。グルノーブル・フット38所属。ポジションは、ミッドフィールダー。